# Apor Lázár tánca
Apor Lázár tánca a Kájoni-kódexben fennmaradt 17. századi magyar tánc.
Feldolgozások:
| Szerző        | Mire                            | Mű                                   | Előadás |
| ------------- | ------------------------------- | ------------------------------------ | ------- |
| Farkas Ferenc | zongora                         | Apor Lázár tánca (a Kájoni kódexből) | [ 1 ]   |
| Farkas Ferenc | hegedű vagy gordonka és zongora | Apor Lázár tánca (a Kájoni kódexből) |         |
| Farkas Ferenc | hárfa                           | Apor Lázár tánca (a Kájoni kódexből) |         |
| Farkas Ferenc | fuvola és zongora               | Apor Lázár tánca (a Kájoni kódexből) |         |
| Farkas Ferenc | négy klarinét                   | Apor Lázár tánca (a Kájoni kódexből) |         |
| Farkas Ferenc | fúvósötös                       | Apor Lázár tánca (a Kájoni kódexből) |         |
| Farkas Ferenc | rézfúvósötös                    | Apor Lázár tánca (a Kájoni kódexből) | [ 2 ]   |
| Farkas Ferenc | vonószenekar és fuvola          | Apor Lázár tánca (a Kájoni kódexből) |         |
| Farkas Ferenc | vonószenekar és oboa            | Apor Lázár tánca (a Kájoni kódexből) |         |

## Felvételek
- Apor Lázár tánca. A Magyar Állami Operaház Zenekara, A Magyar Néphadsereg Művészegyüttesének  Zenekara  YouTube (1983. szeptember 2.)  (Hozzáférés: 2016. szeptember 30.) (audió) zenekar
- Apor Lázár tánca (Kájoni kézirat) - Erdélyi fejedelem tánca (Stark kézirat) - Apor... Farkas Gyöngyi  YouTube (1978. május 12.)  (Hozzáférés: 2016. szeptember 30.) (audió) 0:56-ig. cimbalom
- Codex - Magyar táncok a Kájoni kódexből. Régizene Együttes  YouTube (2010. október 29.)  (Hozzáférés: 2016. szeptember 30.) (videó) 2:03-ig. vonósnégyes, furulya
- Farkas Ferenc:  10. Farkas Ferenc: Apor Lázár Tánca; Fukuo: Velencei Karnevál variációk; Gonsales: Parisian Night. Fermata Gitárzenekar, Major Júlia és Herczeg Imre (fuvola)  YouTube (2015. április 27.)  (Hozzáférés: 2016. szeptember 30.) (videó) 1:44-ig.
- Apor Lázár tánca. Gál Hedda (ének), Balog Péter (koboz)  YouTube (2011)  (Hozzáférés: 2016. szeptember 30.) (audió)
- Szivárvány havasán + Apor lázár tánca. Hungarikum együttes  YouTube (2013. január 31.)  (Hozzáférés: 2016. szeptember 30.) (videó) 2:50-től. furulya és gitár